# Sotholms och Öknebo häraders valkrets
Sotholms och Öknebo häraders valkrets var i riksdagsvalet till andra kammaren 1908 en egen valkrets med ett mandat. Vid införandet av proportionellt valsystem i valet 1911 avskaffades valkretsen och uppgick i Stockholms läns södra valkrets.

## Riksdagsman
- Hans von Horn (1909-1911), nfr

## Valresultat

### 1908
| Andrakammarvalet i Sverige 1908: Sotholms och Öknebo häraders valkrets | Andrakammarvalet i Sverige 1908: Sotholms och Öknebo häraders valkrets | Andrakammarvalet i Sverige 1908: Sotholms och Öknebo häraders valkrets | Andrakammarvalet i Sverige 1908: Sotholms och Öknebo häraders valkrets | Andrakammarvalet i Sverige 1908: Sotholms och Öknebo häraders valkrets |
| Kandidat                                                               | Kandidat                                                               | Röster                                                                 | Röster                                                                 | Röster                                                                 |
| Kandidat                                                               | Kandidat                                                               | Antal                                                                  | %                                                                      | +− %                                                                   |
| ---------------------------------------------------------------------- | ---------------------------------------------------------------------- | ---------------------------------------------------------------------- | ---------------------------------------------------------------------- | ---------------------------------------------------------------------- |
|                                                                        | Hans von Horn                                                          | 513                                                                    | 57,8                                                                   |                                                                        |
|                                                                        | Lars Erik Andersson i Tungelsta (liberal)                              | 375                                                                    | 42,2                                                                   |                                                                        |
| Antal giltiga röster                                                   | Antal giltiga röster                                                   | 888                                                                    |                                                                        |                                                                        |
| Kasserade röster                                                       | Kasserade röster                                                       | 9                                                                      |                                                                        |                                                                        |
| Totalt                                                                 | Totalt                                                                 | 897                                                                    |                                                                        |                                                                        |